# Ramon Parés i Farràs
Ramon Parés i Farràs (Barcelona, 1927 - Viladecans, 30 de setembre del 2018) fou un biòleg català. El 1951 es llicencià en Ciències Naturals a la Universitat de Barcelona, on el 1956 es doctorà amb premi extraordinari. El 1962 fou col·laborador científic del Consell Superior d'Investigacions Científiques (CSIC) i el 1964 va obtenir la càtedra de Microbiologia de la Universitat de Barcelona, on ha donat també moltes classes com a Professor d'Història de les Ciències i ha dirigit més de cinquanta tesis doctorals.
De 1968 a 1973 en fou degà de la Facultat de Biologia i des del 1999 és catedràtic emèrit de Microbiologia de la Universitat de Barcelona. De 1973 a 1975 fou president de la Societat Catalana de Biologia i de 1995 a 2004 fou president de la Reial Acadèmia de Ciències i Arts de Barcelona; també va ser membre de l'Institut d'Estudis Catalans, acadèmic numerari de la Reial Acadèmia de Farmàcia de Barcelona i el 1987 fou investit doctor honoris causa per la Universitat de Nancy.

## Guardons
El 1986 va rebre la Medalla Narcís Monturiol al mèrit científic i tecnològic de la Generalitat de Catalunya per la seva destacada labor investigadora de la microbiologia de la contaminació. El 1997 va rebre la Medalla d'Or al mèrit científic de l'Ajuntament de Barcelona. Doctor honoris causa per la Universitat de Nancy (França, 1987).

## Obres
Va publicar catorze llibres i més de dos-cents articles, en diferents llengües, principalment sobre bioquímica microbiana i microbiologia ambiental, com Tríptic a l'entorn de la vinya i el vi (1988), Aplicación de la nigrosina acética al estudio de los cromocentros salivales (1953), Contribución a la citogenética del olivo i Bioquímica de los organismos.
També va escriiure sobre història i filosofia de la ciència, com Cartes sobre la història de la ciència (1985); Cartes a Núria : història de la ciència (2005); Experimentació i coneixement (2007); La ciència en la història dels Països Catalans (en tres volums, el darrer aparegut el 2009); Pascalianas. Los tres niveles del pensamiento (2009). La seva darrera obra va ser Distancias planetarias y ley de Titius-Bode (2016), un assaig històric que es presenta lliurement a la seva página web, www.ramonpares.com.